# Мяэнпяя, Ниило
Ниило Мяэнпяя (фин. Niilo Mäenpää; 14 января 1998, Хямеэнлинна) — финский футболист, полузащитник клуба «Варта» и сборной Финляндии.

## Клубная карьера
Ниило Мяэнпяя родился в городе Хямеэнлинна и играть в футбол начал в местном клубе низшего дивизиона. В январе 2015 года он перешел в клуб «Хака» и в мае того года дебютировал в Высшем дивизионе чемпионата Финляндии.
В конце сезона 2017 года Мяэнпяя присоединился к клубу «Интер» из Турку. Свой первый матч в новой команде Ниило провел в апреле 2018 года. Вместе с «Интером» Мяэнпяя выиграл национальный кубок Финляндии. Ещё два сезона футболист провел в клубе «Мариехамн».
В декабре 2021 года стало известно, что Мяэнпяя заключил соглашение с польским клубом из Познани «Варта». Договор вступил в действие 1 января 2022 года и рассчитан на два с половиной года.

## Карьера в сборной
С 2014 года Ниило Мяэнпяя играл за юношескую и молодежную сборную Финляндии.